# Табибуллаев, Сагди
Сагди Табибулла́ев (1906 — 1992) — советский узбекский актёр театра и кино. Народный артист Узбекской ССР (1949).

## Биография
Родился в 1906 году в Бухаре. Окончил Бухарский педагогический техникум, был активным участником самодеятельного драмкружка. В 1924—1927 учился в Узбекской театральной студии в Москве. В 1927 году вошёл в труппу Самаркандского театра (впоследствии театр имени Хамзы). В 1943 году начал сниматься в кино. Мастер эпизодических ролей.
Умер в 1992 году.

## Творчество

### Театральные работы
- «Коварство и любовь» Ф. Шиллера — Вурм
- «Гамлет» Шекспира — Озрик
- «Священная кровь» Айбека — Мирза-Каримбай
- «Голос из гроба» А. Каххара — Сухсуров
- «Король Лир» Шекспира — Шут
- «Заря революции» К. Яшена — Казикаюн
- «Алишер Навои» Уйгуна и И. А. Султанова — Мансур

### Фильмография
- 1945 — Тахир и Зухра — хан Хорезма
- 1946 — Похождения Насреддина — старик
- 1947 — Алишер Навои — Джами
- 1953 — Бай и батрак — пятидесятник Эллиг-баши
- 1955 — Крушение эмирата — Урзуф
- 1960 — Об этом говорит вся махалля — Дамулла
- 1960 — Хамза — торговец
- 1968 — Возвращение командира
- 1969 — Завещание старого мастера — Мухтам-ака Таджибеков
- 1971 — Здесь проходит граница — Рахим-ака
- 1976 — Далёкие близкие годы — Таджи-ака
- 1977 — Это было в Коканде — имам Исламкул
- 1977 — Озорник — Сафар-ата
- 1978 — Хорезмийская легенда — атаман разбойников
- 1978 — Любовь и ярость — эпизод
- 1978—1984 — Огненные дороги — мулла
- 1979 — Дуэль под чинарой — эпизод
- 1979 — Приключения Али-Бабы и сорока разбойников — житель Гулябада
- 1980 — Ленинградцы — дети мои — Карим-ака
- 1980 — Девушка из легенды — хозяин двора
- 1982 — Юность гения — эпизод; Бабушка-генерал — Хаджимурат
- 1983 — Новые приключения Акмаля
- 1986 — Новые сказки Шахерезады — стражник
- 1986 — Здравствуйте, Гульнора Рахимовна! — дедушка Гульноры Рахимовны
- 1990 — Мальчики из Танги — эпизод

## Награды и премии
- народный артист Узбекской ССР (1950)[1]
- Сталинская премия второй степени (1949) — за исполнение роли Мансура в спектакле «Алишер Навои» Уйгуна и И. А. Султанова[2]
- Государственная премия Узбекской ССР имени Хамзы (1967) — за исполнение роли Шута в спектакле «Король Лир»[3]
- орден Ленина (27.10.1967) — за заслуги в развитии советского искусства, активное участие в коммунистическом воспитании трудящихся и многолетнюю плодотворную работу в учреждениях культуры[4]
- орден Трудового Красного Знамени (18.03.1959)[5]
- орден «Знак Почёта» (06.12.1951)[6]
- медаль «За трудовую доблесть» (24.03.1945)[7]
- медали